# Freefonix – A zenebetyárok
A Freefonix – A zenebetyárok (eredeti cím: Freefonix) angol televíziós 2D-s számítógépes animációs sorozat, amelyet Magnus Fiennes, Alex Tate és Simeon Warburton alkotott. Az Egyesült Királyságban a BBC One vetítette, Magyarországon a Megamax sugározta.

## Ismertető
A Freefonix egy zenekar, amelynek bandatagjából hárman felfedezik egészen véletlenül a tizenharmadik hangjegyet, ez a hang jegy az ami a rivális bandák ellen a küzdelemben ad nekik egy extra erőt. Ez egy mágikus erő, ezzel az erővel el tudnak érni egy tökéletes hangzást a birtokukban. Egy bombasztikus hangháborút csinál a szemben álló felek harca, amelynek következménye, hogy elszabadul a tizenharmadik hangjegy összes erője. A tagoknak meg kell védeniük a tizenharmadik hangjegyet a két gonosz bandától, akik fel akarják használni arra ezt a hangjegyet, hogy  Los Bomos városán káosz és diszharmónia uralkodjon. Egy régi jó a rossz ellen kibontakozik a harc, egy apró csavarral, a zene itt a fegyver.

## Szereplők
- BB
- Freezbone
- Mostart
- Kilano

## Epizódok
1. A történet elkezdődik
2. A kockázatos zeneipar
3. Bizarr BB
4. A nagy hanglopás
5. Fogytán az idő
6. A szerelem bűzlik
7. A költözés
8. A grófból bajnok
9. A Hipp opera fantomja
10. A közkívánat ellenére
11. Játssz nekem Misty
12. Jönnek a klónok
13. A három kívánság
14. Prepszi faktor
15. A menőség halála
16. A robotrapper
17. Bébi BB
18. Na ki az apuci?
19. A polkajódli jó dili
20. Nyári fuvallat
21. Az elveszettek földje
22. Költs
23. Maya mánia
24. Szóval ma van a szülinapod
25. BB tesója
26. Eláll a szavam
27. Az új őrző
28. A Jerikó kígyó
29. A két hold
30. Mr. Start Opusa
31. Viva la Diva
32. Menedzseranyuka
33. Rémálom a Freefonix utcában
34. Az I Minkyk
35. BB robotja
36. Játszd újra Kurtz
37. Éjszakai műszak
38. Sugar szabadnapja
39. 9-től 5-ig
40. A világ legtüzetesebb bandája